# Horse
Horse – angielski zespół muzyczny grający muzykę z pogranicza gatunków: hard rock, rock progresywny, rock psychodeliczny. Działał w latach 1968–1971.

## Kariera
Nie jest dokładnie wiadomo, kiedy został założony zespół Horse; według Roda Roacha powstał na przełomie 1967 i 1968 roku, natomiast wokalista Adrian Hawkins podaje datę 1969. Początkowy skład Horse: Rod Roach (gitara), Colin Standring (gitara basowa), Adrian Hawkins (śpiew), zaledwie piętnastoletni wówczas Steve Holly (spotkać można także błędną pisownię nazwiska Holley) (perkusja). Rick Parnell, który zastąpił Steve'a został przyjęty do zespołu w trakcie nagrywania albumu Horse w 1969 roku.
Zespół rozpoczął próby prawdopodobnie w 1968 roku, największy udział w pisaniu kompozycji mieli Rod Roach oraz Adrian Hawkins. Próby często miały miejsce w starym kościele w Walton-on-Thames oraz w Hersham. Niewyjaśniona jest rola uczestnika prób Jimmyego Purseya, który często brał w nich udział na początku istnienia zespołu.
W 1969 roku zespół rejestruje piosenkę Born to Be Wild (nie mającą nic wspólnego z utworem Steppenwolf o tym samym tytule), dzięki której udało się formacji podpisać kontrakt nagraniowy z nowym wówczas wydawnictwem RCA, wydającą muzykę tzw. środka; Horse był jednym z pierwszych wydanych zespołów w historii firmy. Podpisano także umowę z firmą Chrysalis na promowanie i reklamowanie płyty. W okresie świąt Bożego Narodzenia 1969 zespół wszedł do studia nagraniowego Olympic Studio Two w Barnes gdzie pod kierunkiem George Chkiantz jako reżysera dźwięku zarejestrowali album Horse. Producent ten współpracował w owym czasie z The Rolling Stones, którzy w tym samym okresie nagrywali Studio One. Nagrywana muzyka zainteresowała samego Keitha Richardsa, który w wolnych chwilach spędzał z Horse w studio wiele czasu.
Album został wydany na początku roku 1970, równolegle zespół Horse udał się w trasę koncertową z Deep Purple i Family. W kwietniu 1971 roku zespół traci perkusistę (który przechodzi do Atomic Rooster) a następnie w połowie roku 1971 oficjalnie rozwiązuje się. Warto zwrócić uwagę, że oprócz popularności w Wielkiej Brytanii, szczególnie stał się popularny w Niemczech.
Adrian Hawkins i Rod Roach ostatecznie skoncentrowali się jedynie na graniu w założonym w 1969 zespole Saturnalia.

## Dyskografia
- 1970 Horse